# Tony Hawk’s American Wasteland
Tony Hawk’s American Wasteland – gra komputerowa stworzona przez firmę Neversoft i wydana na platformy Microsoft Xbox 360, PlayStation 2, Xbox, Nintendo GameCube i PC przez Activision. Jest pierwszą grą z serii Tony Hawk’s Pro Skater obsługującą Xbox Live, internetową rozgrywkę wieloosobową poprzednio dostępną jedynie na konsolach X-Box.
Zmianie uległa mechanika gry. Teraz bez dodatkowych doładowań gracz może zwiedzić całe Los Angeles, od Hollywood po South Central. Nowymi trikami są m.in. Handstand Natas Spin czy Bert Slide (wymyślony przez legendę skateboardingu Tony’ego Alva). W grze oprócz deskorolki pojawiły się również BMXy, do których zostały również przygotowane triki i system kontrolny.
American Wasteland jest sequelem Tony Hawk’s Underground 2, jednej z bardziej popularnych gier z tej serii. Gra została wydana 18 października 2005 na PlayStation 2, Xbox i Nintendo GameCube oraz 6 lutego 2006 na PC.
Wersja dla Nintendo DS (o tytule American Sk8land) jest jedną z pierwszych, które obsługują funkcje Wi-Fi pozwalające na grę wieloosobową.
Została też wydana na Game Boy Advance, gdzie została także wyposażona w tryby: Story i Classic.
Magazyn Game Informer pokazał we wrześniowym wydaniu z 2004 roku mapę pokazującą Los Angeles umieszczoną w grze oraz porównanie z pierwszym poziomem z poprzedniej części, Tony Hawk’s Underground 2. Boston zajmował około trzy czwarte jednej strefy THAW.
Dodatkowo w grze nadal jest dostępny Tryb klasyczny, który pozwala graczom na wykonanie konkretnie postawionych przez twórców zadań na różnych poziomach z dwuminutowym limitem czasu.